# Xã Platte, Quận Buchanan, Missouri
Xã Platte (tiếng Anh: Platte Township) là một xã thuộc quận Buchanan, tiểu bang Missouri, Hoa Kỳ. Năm 2010, dân số của xã này là 502 người.